# Martial Herman
Pour les articles homonymes, voir Herman.
Martial Herman, né le 29 août 1759 à Saint-Pol-sur-Ternoise (Artois) et mort guillotiné le 18 floréal an III (7 mai 1795) à Paris, est un homme politique français.

## Biographie
Issu d'une vieille famille de robe de la région artésienne, Martial-Joseph-Amant Herman est admis avocat le 29 juillet 1783, puis nommé substitut de l'avocat général du Conseil provincial d'Artois en 1786. À la suppression des anciennes justices, il accepte la fonction de juge au tribunal de district de Saint-Pol-sur-Ternoise puis d'Arras en 1791. En avril 1790, il participe à la création de la Société des Amis de la Constitution, affiliée au Club des jacobins de Paris, en compagnie de son frère Herman jeune, Emmanuel Lanne et Augustin Darthé, et en prend la présidence au mois de mai.
Le 22 octobre 1792, il épouse Vedasline-Prudence Foucquart, âgée de 26 ans et native du village de Willerval. Le mariage est célébré par le futur conventionnel Joseph Le Bon. Parmi l'assistance figure notamment, Jean-Marie Daillet, futur maire d'Arras. Le couple a un enfant, Aristide, né le 16 mai 1793.
Président du Directoire du département du Pas-de-Calais en 1792, il est nommé le 16 novembre 1792 président du tribunal criminel du département, siégeant à Arras. Six mois après sa nomination, le 1er avril 1793, il est de nouveau appelé aux fonctions d'administrateur du département, cumulant aussi les fonctions de membre du Conseil de la commune d'Arras.
La tradition historique veut que ce soit l'amitié de Robespierre qui l'ait fait nommer à la tête du Tribunal révolutionnaire le 28 août 1793, en remplacement du président Montané, jugé trop modéré et compromis dans l'affaire Corday. Aucune preuve historique ne vient corroborer cette hypothèse mais on peut imaginer que Robespierre, par les contacts qu'il avait dans sa ville natale ou par l'intermédiaire de son frère Augustin, ait eu vent de la réputation de probité d'Herman.
Il préside, alors, les procès de Marie-Antoinette et des Girondins en octobre 1793, puis des Hébertistes en mars 1794 et des Dantonistes en avril. Il est remplacé le 8 avril 1794 par René-François Dumas.
Nommé provisoirement ministre de l'Intérieur le 18 germinal an II (7 avril 1794) et chargé de la signature des Affaires étrangères le lendemain par arrêté du Comité de salut public, il prit part à sa première séance du Conseil exécutif le 19. Nommé par décret de la Convention nationale le 29 germinal, commissaire à la Commission des administrations civiles, police et tribunaux (équivalent de ministre de l'Intérieur et de la justice), il participe à la mise en place des douze commissions exécutives créées le 12 germinal (1er avril) pour remplacer les six ministères et leurs bureaux.
Le jour de la chute de Robespierre, resté à son poste dans la soirée du 9 thermidor an II (27 juillet 1794), il fait tout son possible, le lendemain, avec son adjoint Lanne, chef de l'Agence des lois, pour empêcher ou retarder l'exécution du décret de la Convention prévoyant « que le tribunal soit dispensé de l'assistance de deux magistrats municipaux » pour constater l'identité des robespierristes, préalable à leur exécution. Deux jours plus tard, il est décrété d'arrestation, avec son adjoint, dénoncés comme « terroristes » par le député André Dumont à la Convention nationale.
Il est jugé lors du procès du Tribunal révolutionnaire. Compromis pour sa participation controversée à la Conspiration des prisons, il est condamné à mort. Lors du verdict, il a jeté son chapeau par la fenêtre. Mais selon les journaux de l'époque, il aurait lancé un livre sur le président du tribunal tandis que Gabriel-Toussaint Scellier aurait lancé son chapeau par la fenêtre.
Il est guillotiné, place de Grève, le 18 floréal an III (7 mai 1795) avec Antoine Fouquier-Tinville, l'accusateur public du Tribunal révolutionnaire, Gabriel-Toussaint Scellier (vice-président), Emmanuel Lanne, Étienne Foucault et François-Pierre Garnier-Launay (juges), Léopold Renaudin, Pierre Leroy dit « Dix Août », Joachim Vilate, Jean-Louis Prieur, Claude-Louis Châtelet, Pierre-François Girard, Pierre Joseph Boyenval, Benoît Trey, Joseph Verney et François Dupaumier (jurés).